# 謝爾本福爾斯 (麻薩諸塞州)
謝爾本福爾斯（英語：Shelburne Falls）是位於美國麻薩諸塞州富蘭克林縣的一個普查規定居民點。

## 人口
根據2020年美國人口普查的數據，謝爾本福爾斯的面積為7.03平方千米，當中陸地面積為6.81平方千米，而水域面積為0.22平方千米。當地共有人口1719人，而人口密度為每平方千米244.52人。